# JOKER (Janne Da Arcのアルバム)
『JOKER』（ジョーカー）は、日本のヴィジュアル系ロックバンド・Janne Da Arcが2005年6月15日にmotorodから発売したメジャー6枚目のオリジナルアルバムである。

## 内容
前作『ARCADIA』から約11ヶ月ぶりのオリジナルアルバム。今作は3rdアルバム『GAIA』以来3作ぶりに、コピーコントロールCD規格ではなく通常のCD-DA規格で発売された。
原点回帰をテーマにしていた前作から、さらに進化した姿勢を指針に制作され、メンバーは今作について「新しいことをやろうと強く意識したわけではないが、結果的に良い変化と良い進化を遂げて、勢いだけじゃない大人っぽさを出せた」と語っている。
CD+DVD盤とCD盤の2形態で発売された。CD+DVD盤には特典として同年に大阪城ホールで開催された『Live 2005 “Dearly”』から「FREEDOM」「DOLLS」「ヴァンパイア」のライブ映像を収録したDVDが、CD盤には特典として60ページからなるライブフォトブックが同梱された。また、両盤共通で初回生産分は銀箔ジャケット仕様で、特典として期間限定ツアーチケット先行受付券が封入された。
翌年に活動休止に入り、2019年に解散したため、実質的に最後のオリジナルアルバムとなった。

## 収録曲
全編曲：Janne Da Arc
1. in silence [4:18]
作詞：yasu / 作曲：ka-yu, yasu
2. ツメタイカゲロウ [4:01]
作詞・作曲：yasu
3. 月光花 [4:56]
作詞・作曲：yasu
23rdシングルの表題曲。
4. D DROP [3:52]
作詞：yasu, you, shuji / 作曲：you
5. HELL or HEAVEN〜愛しのPsycho Breaker〜 [3:38]
作詞：yasu / 作曲：kiyo
6. 仮面 [3:21]
作詞：yasu, kiyo / 作曲：kiyo
7. I'm so Happy [4:51]
作詞・作曲：yasu
8. WILD FANG [4:19]
作詞：yasu, kiyo / 作曲：kiyo
9. easy funky crazy [4:41]
作詞：yasu / 作曲：you, yasu
10. Mr. Trouble Maker [4:04]
作詞：yasu / 作曲：you
11. Love is Here [4:16]
作詞・作曲：yasu
22ndシングルの表題曲。
12. 風にのって [5:48]
作詞：yasu / 作曲：ka-yu
13. ダイヤモンドヴァージン [4:35]
作詞・作曲：yasu
24thシングルの表題曲。

## 参加ミュージシャン
Janne Da Arc
- yasu：Vocal
- you：Guitar
- ka-yu：Bass
- kiyo：Keyboards
- shuji：Drums

## タイアップ
- 日本テレビ系列アニメ『ブラック・ジャック』前期オープニングテーマ (#3)
- カプコン製PlayStation 2専用ゲームソフト『ロックマンX8』テーマソング (#8)
- OVA『スキージャンプ・ペア2』エンディングテーマ (#11)